# Лисина Космацька
Ли́сина Косма́цька — гора в Українських Карпатах, у масиві Покутсько-Буковинські Карпати. Розташована на межі Надвірнянського та Косівського районів Івано-Франківської області, на південний захід від села Космач.
Гора відома завдяки давньому язичницькому капищі (за іншими даними давньої обсерваторії), яке знаходиться на південь від найвищої точки вершини.
Висота 1465,1 м (за іншими даними — 1466 м). Вершина незаліснена, схили стрімкі (особливо північний та східний), порослі лісом. На південь розташована найвища вершина Покутсько-Буковинських Карпат — Ротило (1491 м), на південний захід — гора Горде (1478,7 м), на південний схід — гора Ґреґіт (1472 м). На південних схилах гори розташований Пожератульський заказник.

## Галерея

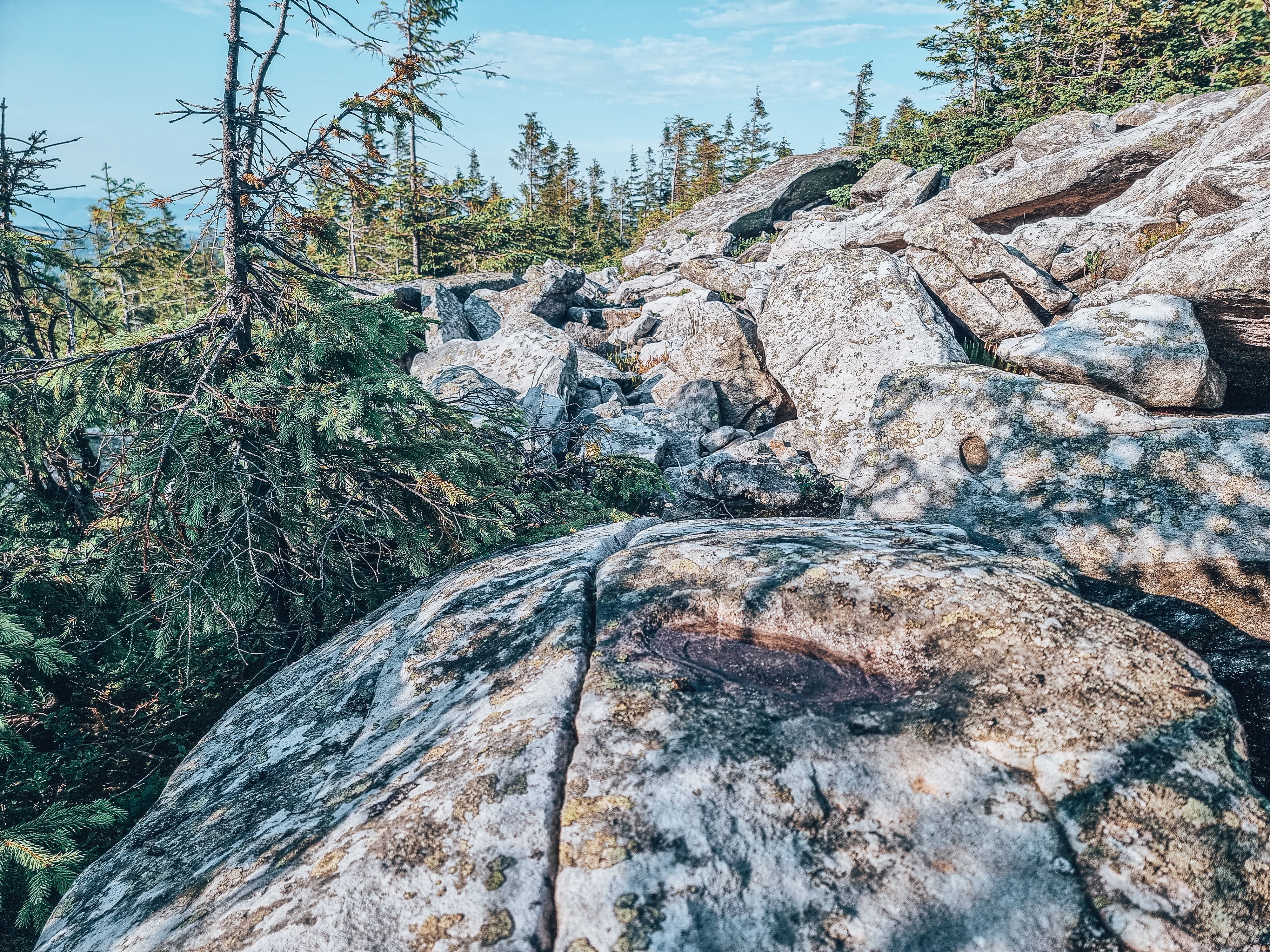
Ґреготи на вершині гори
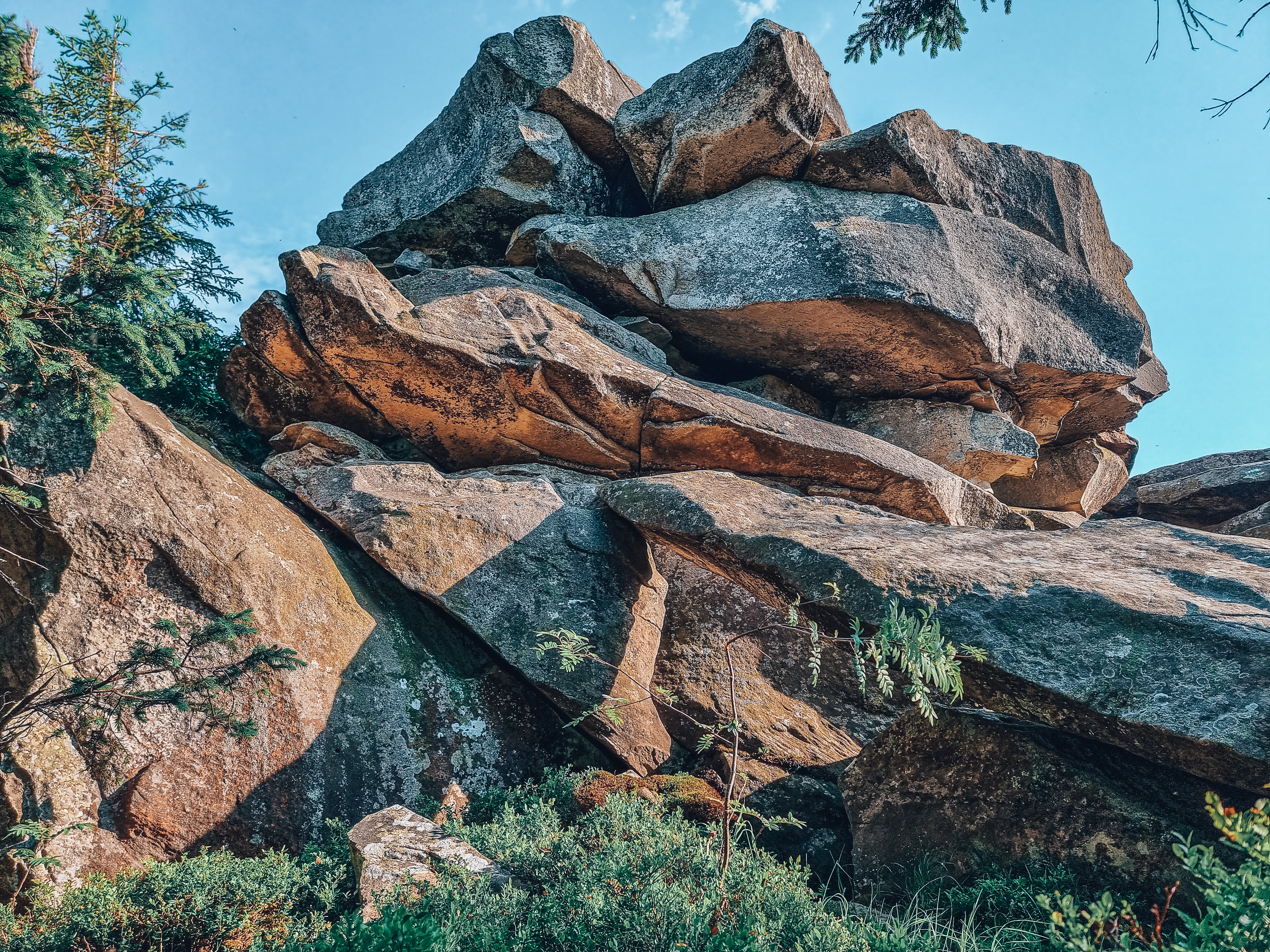
Кам'яний комлекс з північної сторони
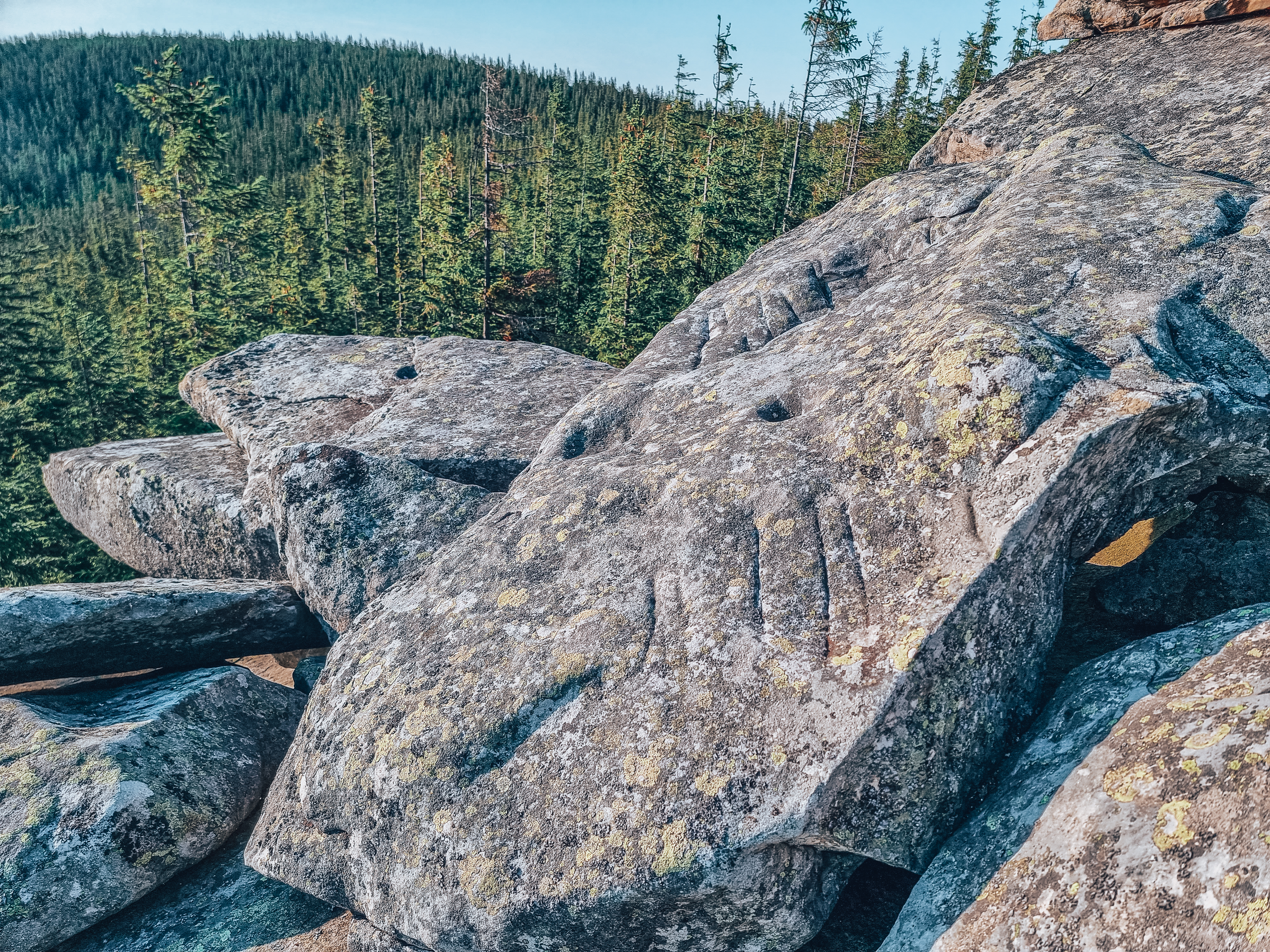
Чашоподібні лунки та нез'ясовані вирізьблені знаки на ґреготах
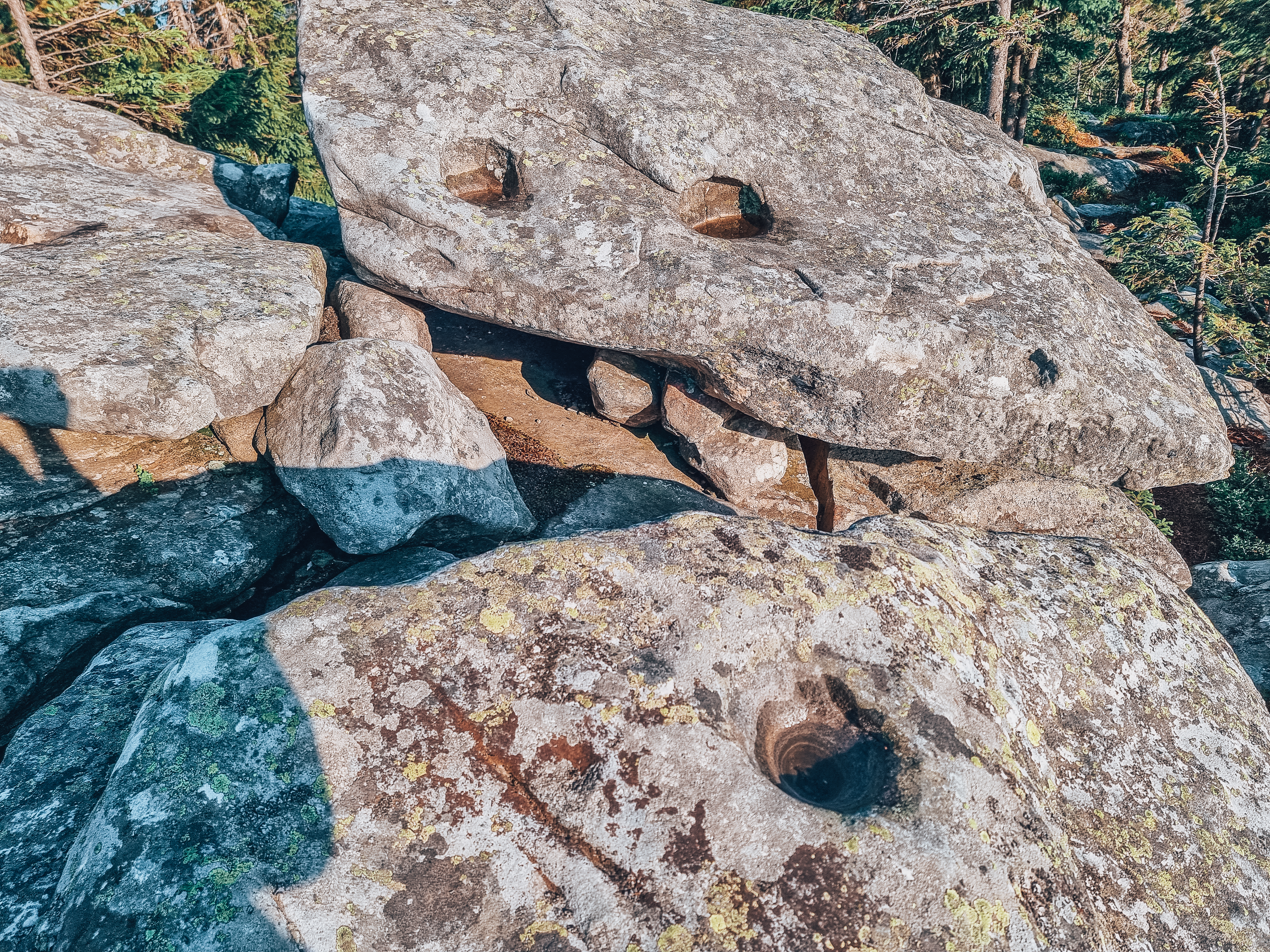
Чашоподібні лунки
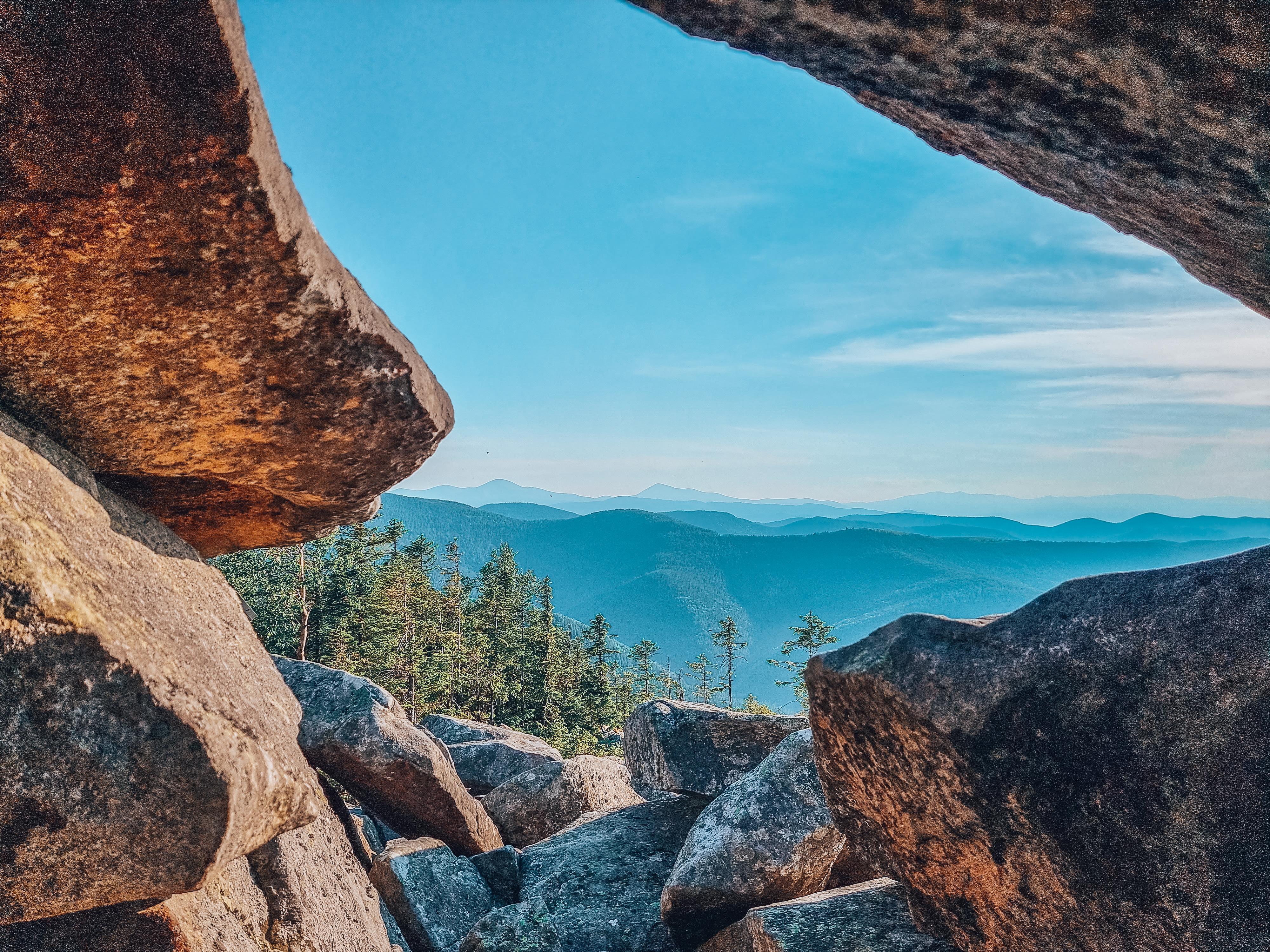
Вид з тунелю на вершині комплексу
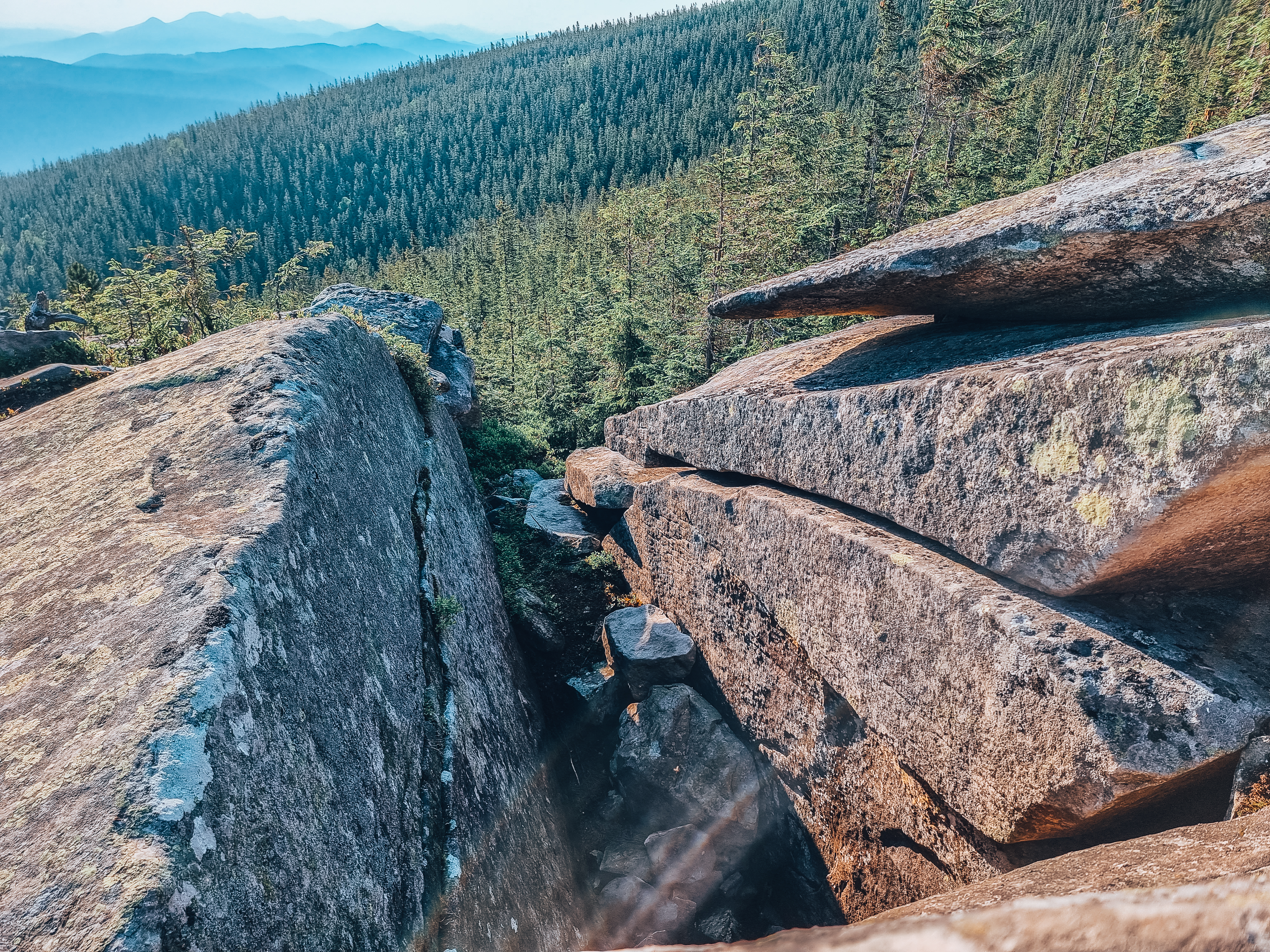
Жертовна яма
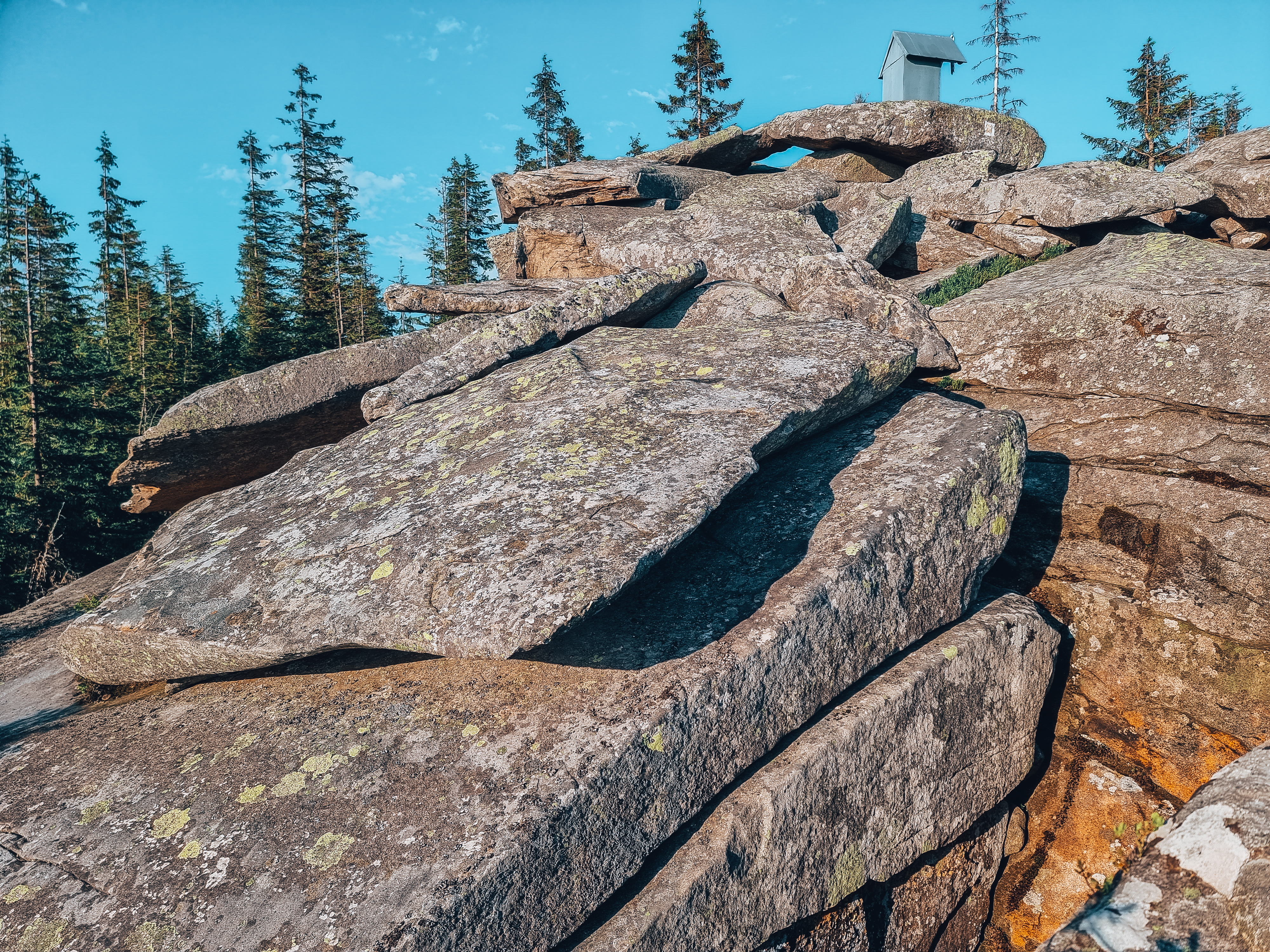
Вид на комлекс із західної сторони
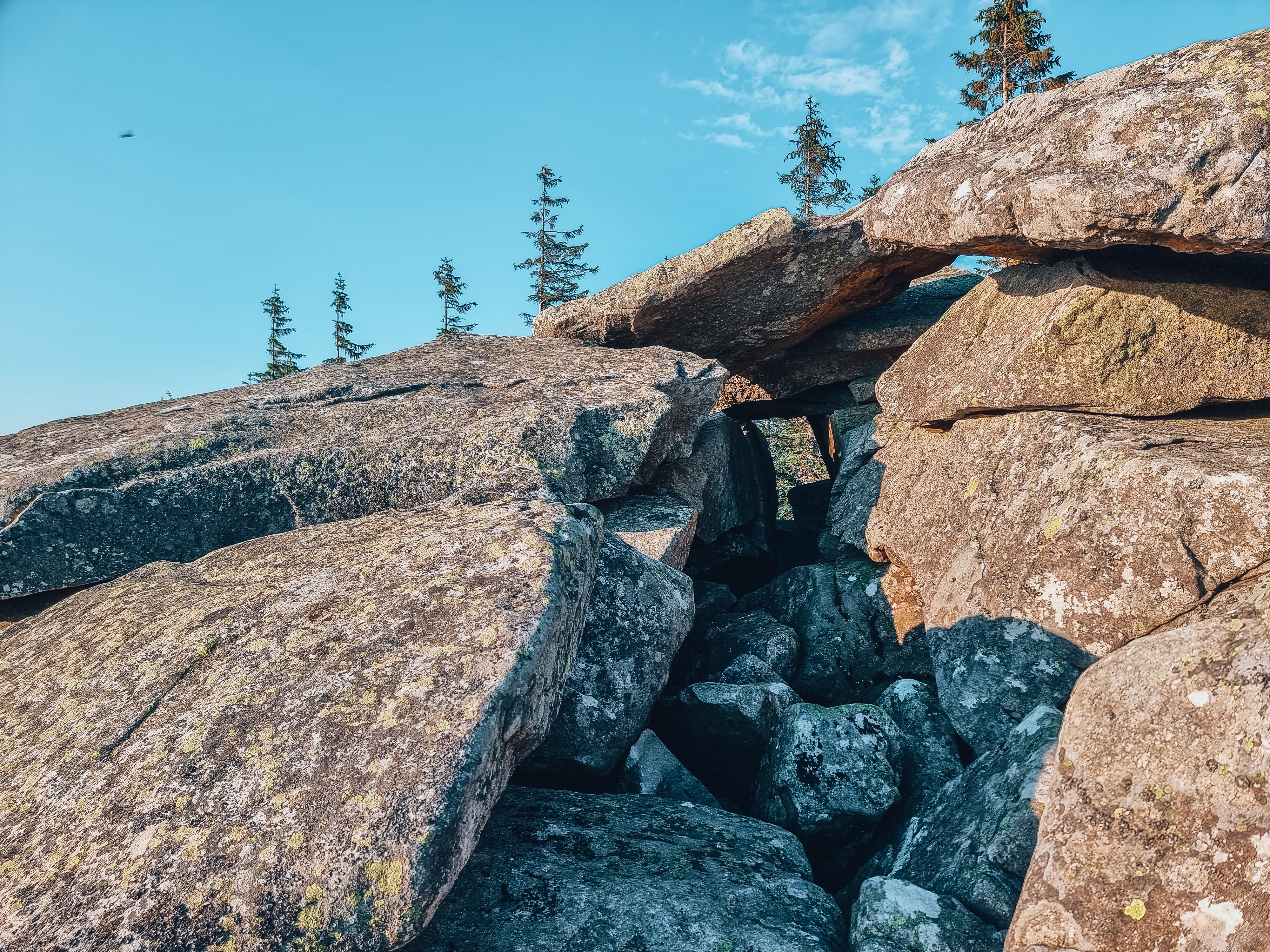
Тунель із західної сторони